# Santa María Miramar
Santa María Miramar är en ort i Mexiko.   Den ligger i kommunen Coahuayana och delstaten Michoacán de Ocampo, i den södra delen av landet, 500 km väster om huvudstaden Mexico City. Santa María Miramar ligger 181 meter över havet och antalet invånare är 143.
Terrängen runt Santa María Miramar är varierad. Runt Santa María Miramar är det glesbefolkat, med 8 invånare per kvadratkilometer. Närmaste större samhälle är Aquila, 17,2 km sydost om Santa María Miramar. I omgivningarna runt Santa María Miramar växer i huvudsak lövfällande lövskog.